# Agyneta gagnei
Espèce
Synonymes
- Meioneta gagnei Gertsch, 1973

Agyneta gagnei est une espèce d'araignées aranéomorphes de la famille des Linyphiidae.

## Distribution
Cette espèce est endémique de Maui à Hawaï,. Elle se rencontre à Keoneoio dans les tunnels de lave de Kalua O Lapa.

## Description
Cette araignée est anophthalme. La femelle holotype mesure 2,2 mm.

## Étymologie
Cette espèce est nommée en l'honneur de Wayne C. Gagné.

## Publication originale
- Gertsch, 1973 : The cavernicolous fauna of Hawaiian lava tubes, 3. Araneae (spiders). Pacific Insects, vol. 15, p. 163-180 (texte intégral).